# Japan Industrial Standard

JIS-Symbol (eingeführt am 1. Oktober 2005; alleiniges Zeichen ab dem 1. Oktober 2008).

Die Japanese Industrial Standards (JIS, japanisch 日本産業規格 Nihon Sangyō Kikaku) bestimmen die Standards, die in Japan bei industriellen Aktivitäten eingesetzt werden.
Der Normungsprozess wird durch das Japanese Industrial Standards Committee koordiniert und die Normen durch die Japanese Standards Association veröffentlicht.

## Geschichte
In der Meiji-Zeit waren private Unternehmen für die Festlegung von Standards verantwortlich. Auf Seite der Regierung wurden Standards und Spezifikationen hauptsächlich im Beschaffungswesen für bestimmte Waren wie Rüstungsgüter eingesetzt.
Diese Standards wurden 1921 erstmals zu einer offiziellen Norm (dem alten JES) zusammengefasst. Im Zweiten Weltkrieg wurden diese Normen vereinfacht, um dem erhöhten Bedarf gerecht zu werden.
Die gegenwärtige Japanese Standards Association wurde 1945 nach der Niederlage Japans gegründet und ein Jahr darauf wurden die neuen Vorschriften des Japanese Industrial Standards Committees verkündet.
Die rechtliche Grundlage für die heutzutage geltenden Japanese Industrial Standards (JIS) bildet das Gesetz zur industriellen Normung (Industrial Standardization Law), das 1949 erlassen wurde.
Zusammen mit der 2004 überarbeiteten Fassung dieses Gesetzes wurde auch das JIS-Zeichen, welches zur Zertifizierung von Produkten dient, geändert. Das neue Zeichen wird seit dem 1. Oktober 2005 eingesetzt und soll das alte bis zum 1. Oktober 2008 ersetzt haben. Das alte JIS-Zeichen darf nur noch innerhalb der Übergangszeit bis zum 30. September 2008 benutzt werden. Hersteller erhalten bei einem genehmigten neuen Zertifizierungsantrag bzw. bei der Verlängerung einer alten Zertifizierung die Erlaubnis, das neue Zeichen zu benutzen.

## Klassifizierung und Nummerierung
Die Namen der Normen folgen der Form „JIS A bbbb:jjjj“. Hierbei steht A für einen Buchstaben, der den Bereich des Standards festlegt (siehe Liste), gefolgt von vier (oder fünf bei manchen Standards, die ISO-Normen entsprechen) Ziffern und dem Jahr der Veröffentlichung.
Die verschiedenen Bereiche der JIS sind:
- A – Bauingenieurwesen und Architektur
- B – Maschinenbau
- C – Elektronik und Elektrotechnik
- D – Automobilbau
- E – Eisenbahnbau
- F – Schiffbau
- G – Eisenhaltige Materiale und Metallurgie
- H – Nichteisenhaltige Materiale und Metallurgie
- K – Chemieingenieurwesen
- L – Textilwesen
- M – Bergbau
- P – Papier und Zellstoff
- Q – Managementsystem
- R – Keramik
- S – Heimische Waren
- T – Medizinische Ausrüstung und Sicherheitseinrichtungen
- W – Luftfahrttechnik
- X – Informationsverarbeitung
- Z – Sonstiges